# Beverley (Uranmine)
Die Uranmine Beverley ist ein australisches Bergwerk des Unternehmens Heathgate Resources, einer Tochtergesellschaft des amerikanischen Konzerns General Atomics.

## Geografie
Das Abbaugebiet liegt im Norden des australischen Bundesstaates South Australia und 35 km nordwestlich von Lake Frome.

## Geschichte

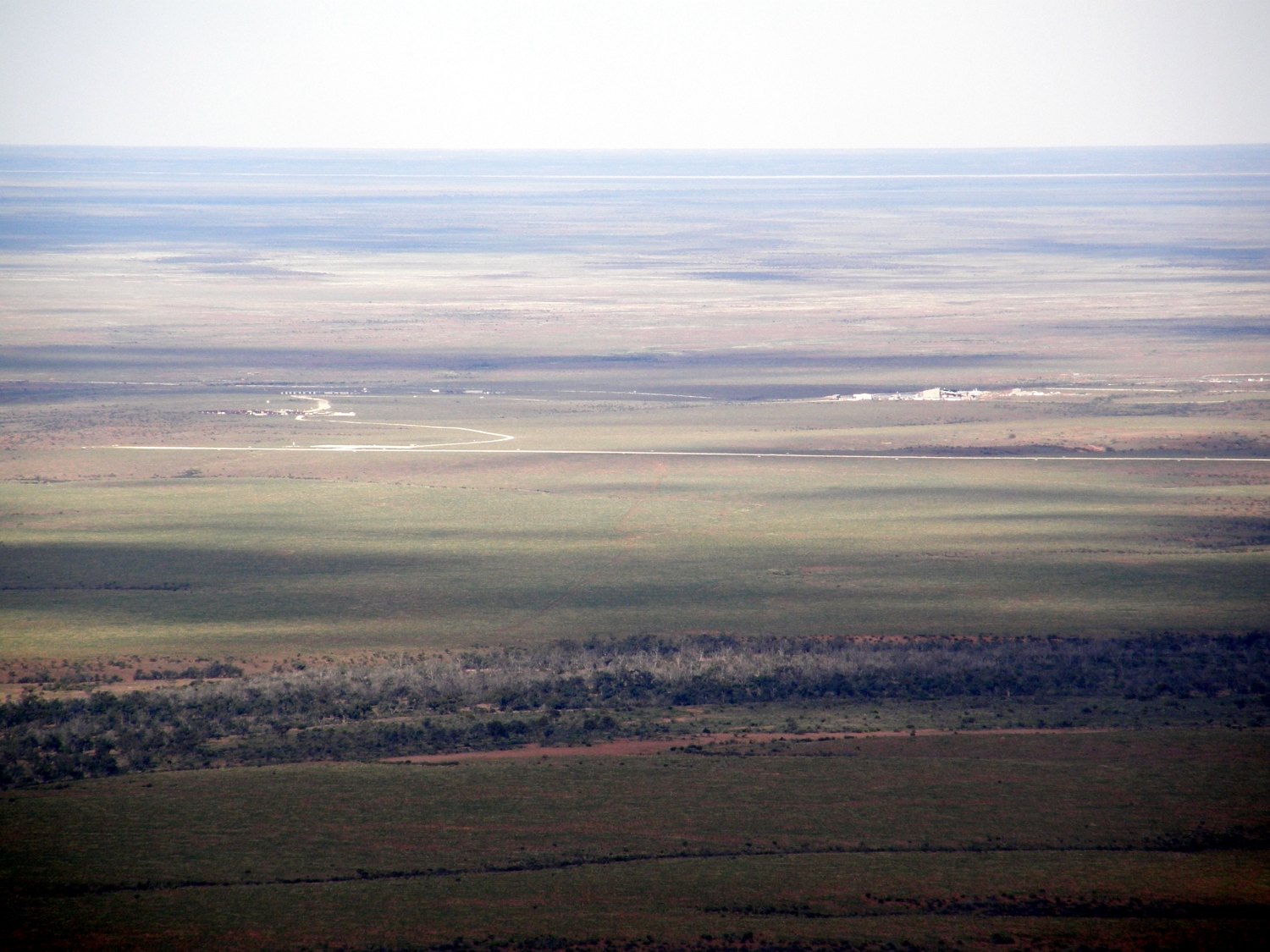
Luftaufnahme der Mine

Die Lagerstätte wurde 1969 entdeckt. Die Regierung von South Australia verweigerte 1982 ihre Zustimmung zum Bau dieser Mine, doch im März 1999 gab die Regierung ihre ablehnende Haltung auf und noch 1999 begannen die Bauarbeiten. Die Produktion konnte im Januar 2001 aufgenommen werden. 
Mit den vier Aborigines-Clans, die zum Stamm der Adnyamathanha zählen und denen das Land gehört, auf der die Beverley Uranmine errichtet wurde, vereinbarte die Minengesellschaft im September 1998 eine jährliche Zahlung, deren Höhe zu einem großen Teil vom Uranpreis abhängig ist. Zur damaligen Zeit war das eine Summe von etwa $1 Million.

## Lagerstätte
Es handelt sich hierbei um eine Sandstein-Lagerstätte mit etwa 0,18 % Uranoxid (gemessen als Uran(V,VI)-oxid U3O8) in einer Tiefe zwischen 100 m und 130 m. Wegen des geringen Urangehalts, kann es nur mit der In-situ-Methode wirtschaftlich abgebaut werden. Der dafür benötigte Grundwasserleiter in dieser Tiefe ist nicht mit dem Großen Artesischen Becken, etwa 150 m tiefer gelegen, verbunden, so dass dort eingebrachte Stoffe nicht das wichtige Grundwasser-Becken verschmutzen können. Allerdings haben Umweltschützer dieser Aussage widersprochen.

## Erzgewinnung und Weiterverarbeitung
Die Uranmine hat eine Kapazität von bis zu 1180 Tonnen Triuranoktoxid pro Jahr, wobei im Jahr 2010 418 t gefördert wurden. 
Aus dem Grundwasserleiter wird Wasser abgepumpt, mit Oxidationsmittel und Schwefelsäure versetzt und an einer anderen Stelle wieder hineingepumpt. Unterirdisch fließt das Wasser durch die Sandstein-Lagerstätte zur Abpumpstelle und löst dabei das Erz aus dem Gestein. Nachdem aus dem abgepumpten Wasser oberirdisch das Erz abgetrennt wurde, wird es wieder mit Oxidationsmittel versetzt, auf den gewünschten pH-Wert von 2 bis 3 gebracht und dann wieder hinabgepumpt.

## Abbaubetrieb
2013 wurde aufgrund sinkender Rohstoffpreise der Abbau im Haupt- und nördlich gelegenen Feld der Beverley-Mine geschlossen.